# Ferdinand von der Leyen
 (février 2025).
Si vous disposez d'ouvrages ou d'articles de référence ou si vous connaissez des sites web de qualité traitant du thème abordé ici, merci de compléter l'article en donnant les références utiles à sa vérifiabilité et en les liant à la section « Notes et références ».
Ferdinand Maria Erwein Harthard Antonius Michael Joseph Prinz von der Leyen und zu Hohengeroldseck (né le 5 mai 1898 à Waal; mort le 9 septembre 1971 à Munich) est un prince allemand.

## Ascendance
Ferdinand est le fils du prince Erwein II von der Leyen (1819-1938) et de son épouse la princesse et comtesse de Salm-Reifferscheidt-Krautheim et de Dyck (née le 17 avril 1867 à Herrschberg et morte le 4 avril 1944 à Waal) 

## Biographie
En 1970, à la mort de son frère il reçoit le titre de prince de la Leyen. Il refuse cependant de porter ce titre.

## Descendance
N'ayant aucun héritier, Ferdinand est le dernier prince de la Leyen.